# Thác Đăng Mò
Thác Đăng Mò hay thác Mũi Bò là thác trên suối Bản Phân ở vùng đất xã Hoàng Văn Thụ huyện Bình Gia tỉnh Lạng Sơn, Việt Nam.
Tên gọi Đăng Mò đặt theo tiếng Nùng có nghĩa là Mũi Bò. Đường đến thác theo Quốc lộ 279, ở cách thị trấn Bình Gia cỡ 10 km hướng tây bắc. Đi qua đỉnh đèo Khau Ra 21°59′15″B 106°20′22″Đ / 21,987572°B 106,339507°Đ cỡ gần 4 km đến chân đèo là đến. Thác nằm cạnh Quốc lộ 279 ở thôn Bản Phân, chỗ giáp ranh với xã Thiện Thuật của huyện.
Từ đỉnh thác xuống đến chân thác kéo dài khoảng vài trăm mét qua 3 tầng đá. Nhìn từ xa, ngọn thác như một dải lụa vắt ngang giữa núi rừng đẹp đến dịu dàng. Đường tiếp cận thuận tiện làm cho thác trở thành điểm nhấn quan trọng trong tour du lịch đến vùng Bình Gia Lạng Sơn.
Thác Đăng Mò